# Charvaka
Charvaka (Sanskrit: चार्वाक, cārvāka von चार्वाच् cārvāc „schön redend“; auch Lokayata, Sanskrit: लोकायत lokāyata) war eine altindische philosophische Schule, benannt nach ihrem legendären Gründer Charvaka. Ihre Elemente sind Atheismus, Materialismus und Hedonismus.
Innerhalb der indischen Philosophie wird sie als Nastika, d. h. die Autorität der Veden verneinend, eingeordnet.

## Geschichte
Die Barhaspati Sutras, Grundlage der Schule, wurden wahrscheinlich in der Maurya-Periode zwischen 320 und 180 v. Chr. geschrieben. Es ist nur in einzelnen Zitatfragmenten erhalten.
In Kautilyas Buch Arthashastra ist Lokayata nur eine Schule von Logikern.
Erstmals im 7. Jahrhundert benutzte der Philosoph Purandara den Begriff Charvaka als Bezeichnung der Materialisten. Den Begriff gebrauchen auch im 8. Jahrhundert die Philosophen Kamalashila und Haribhadra, während Shankara diese aber Lokayata nennt.
Dharmakirti, ein vom Charvaka beeinflusster Philosoph des 7. Jahrhunderts, nannte in seinem Buch Pramanvartik fünf irrationale Handlungsweisen: Glaube an die Heiligkeit der Veden, Glaube an einen Schöpfergott, Baden in heiligen Gewässern als Verdienst, Kastenstolz, Buße für [Sünde]n. (Die letzten drei Handlungen stehen in Zusammenhang mit Karma und Reinkarnation.)
Das Buch Tattvopaplavasimha von Jayarashi Bhatta aus dem 8. Jahrhundert gilt als beste Quelle zu Charvaka, enthält aber auch Ideen des Madhyamaka.
Im 13. bis 14. Jahrhundert diskutierte der Veden-Anhänger Madhavacharya Charvaka im ersten Kapitel seines Buches Sarva-darshana-sangraha. Ihm zufolge sind Charvaka-Philosophen antiklerikal eingestellt und orientieren sich an den Lebenszielen Glück und Wohlstand.
Den letzten bekannten Auftritt hatten Charvaka-Philosophen 1578 bei einer Philosophenkonferenz am Hofe des Großmoguls Akbar I., wo sie zur Verbesserung der Gesetzgebung und des allgemeinen Wohlstandes beitrugen.
Die Charvaka-Schule existiert heute dem Namen nach nicht mehr, da ihre Quelle verloren ging. Doch gibt es auch heute noch viele atheistische Inder.

## Lehre
Die Charvaka-Philosophen legten Wert auf Freiheit des Denkens, Wahrheit und Logik.
Die Charvakas lehnten Theologie und Metaphysik ohne Basis in der Beobachtung ab. Ähnlich wie später der Empirist David Hume vertraten sie den Gewinn der Erkenntnis aus der Erfahrung und den Primat der Wahrnehmung vor der Deduktion. Aus der Erfahrung könne man nicht auf Götter, ein postmortales bzw. ewiges Leben oder Karma schließen.
Während die anderen indischen Philosophien fünf Elemente, Feuer, Erde, Wasser, Luft und die Leere, annahmen, verneinten die Charvakas das letztere. Ihnen zufolge ergab sich das Leben durch die Kombination der ersten vier.
Sie verneinten die Reinkarnation, ihnen zufolge endet das Leben mit dem Tode.
Demnach richtete sich ihre Ethik auf die Nutzung der nur einmal vorhandenen Lebenszeit aus. Sie empfahlen ähnlich Epikur den Lebensgenuss im rechten Maß.
Das auf der Idee der Wiedergeburt fußende Kastensystem lehnten sie ab, da alle menschlichen Körper gleich aufgebaut sind.